# کنستانتین ماکوفسکی
کنستانتین یگوروویچ ماکوفسکی (به روسی: Константин Егорович Маковский) از نقاشان بنام و تأثیرگذار روس بود که در ۲۰ ژوئن ۱۸۳۹ در مسکو به دنیا آمد و در ۱۷ سپتامبر ۱۹۱۵ در سن پترزبورگ درگذشت.

## آثار

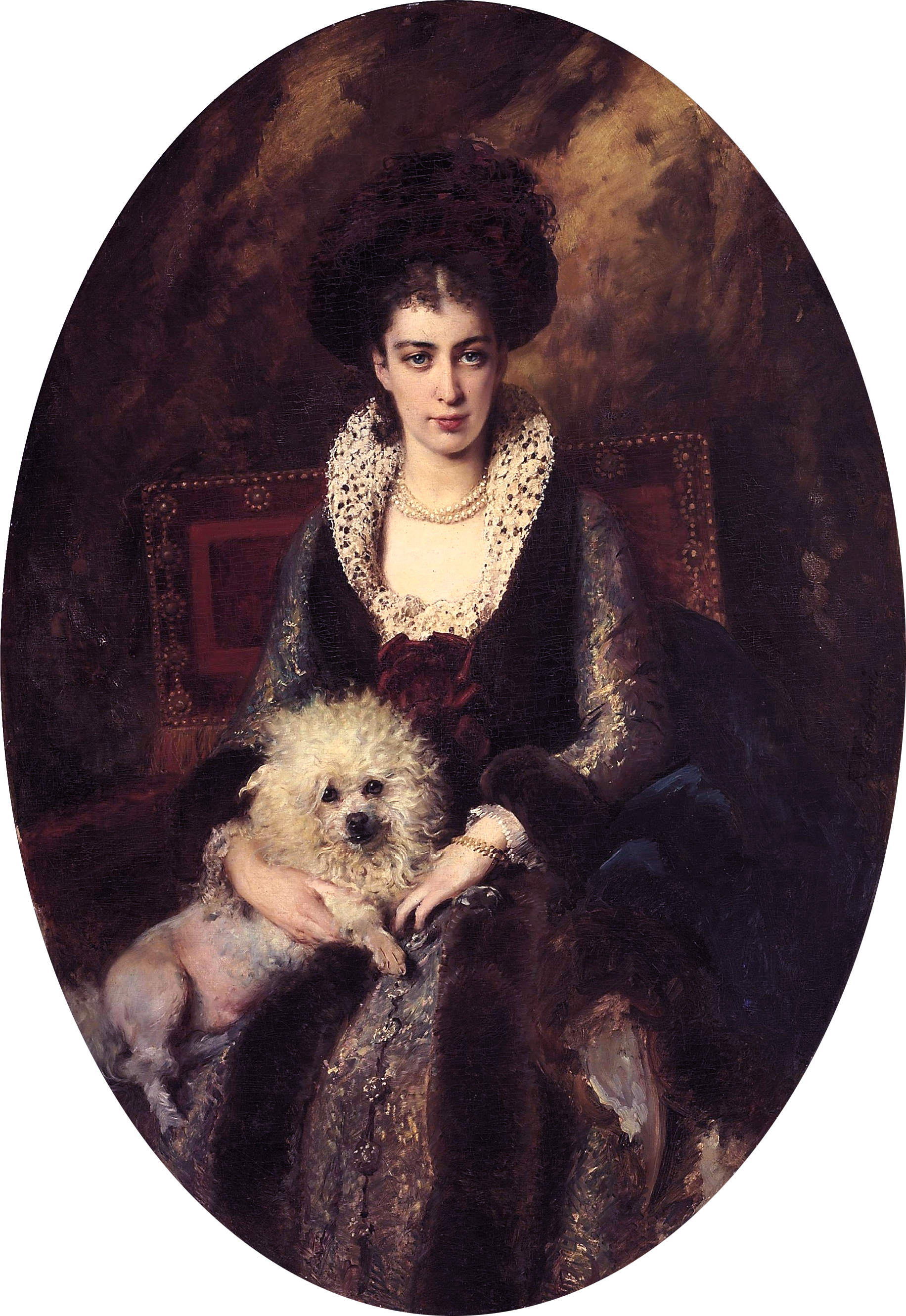
چهره‌نگاره همسرش، ماریا الکسیونا ماکوفسکایا
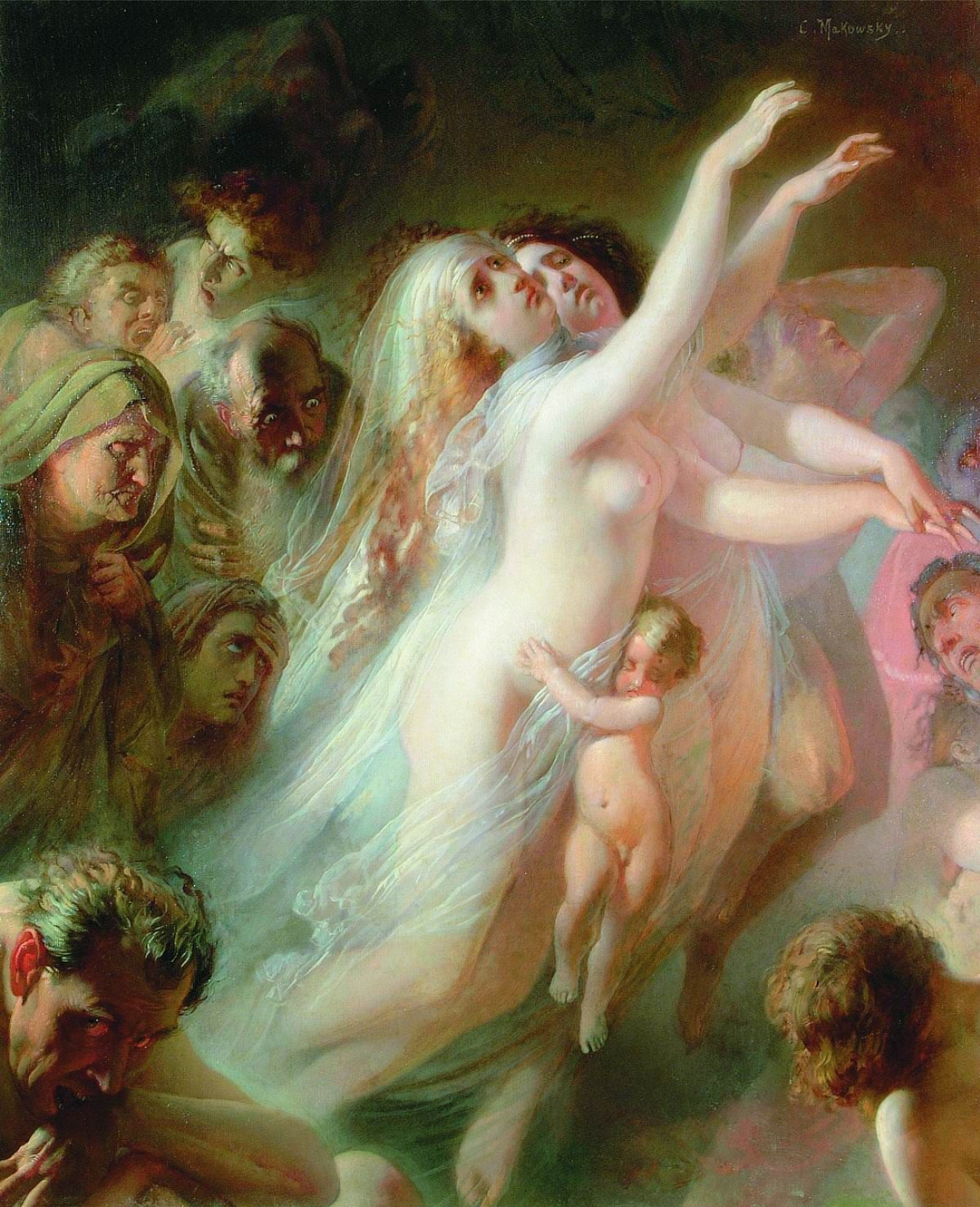
خارون روان‌های درگذشتگان را از روی رود استیکس عبور می‌دهد، ۱۸۶۱
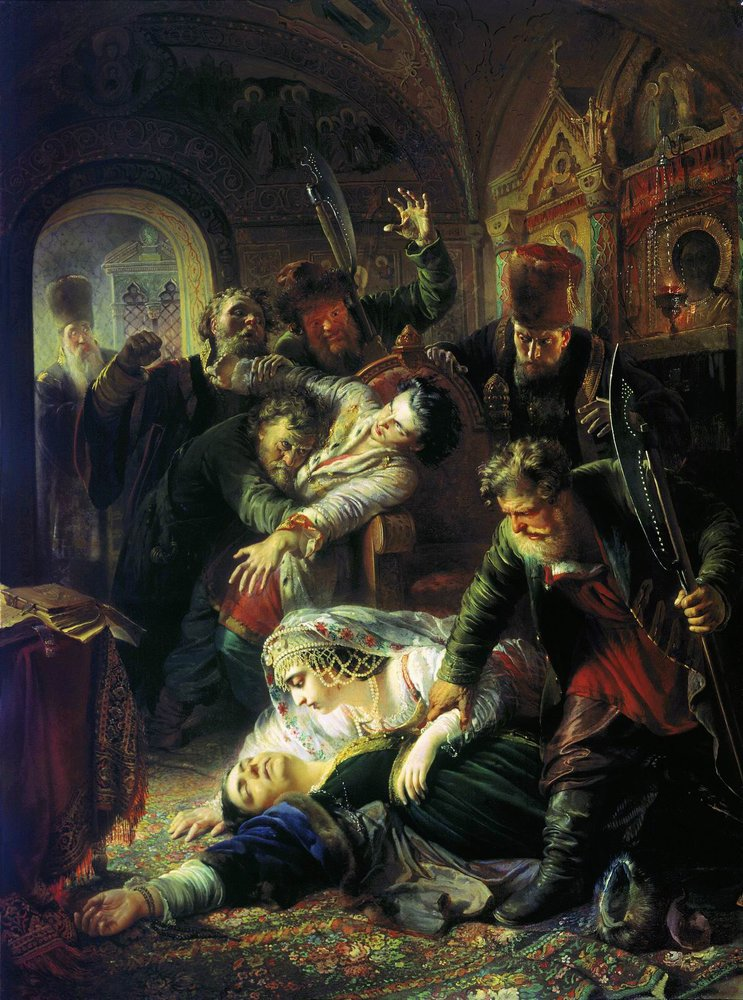
ماموران دیمیتری دروغین پسر بوریس گودونوف را می‌کشند، ۱۸۶۲
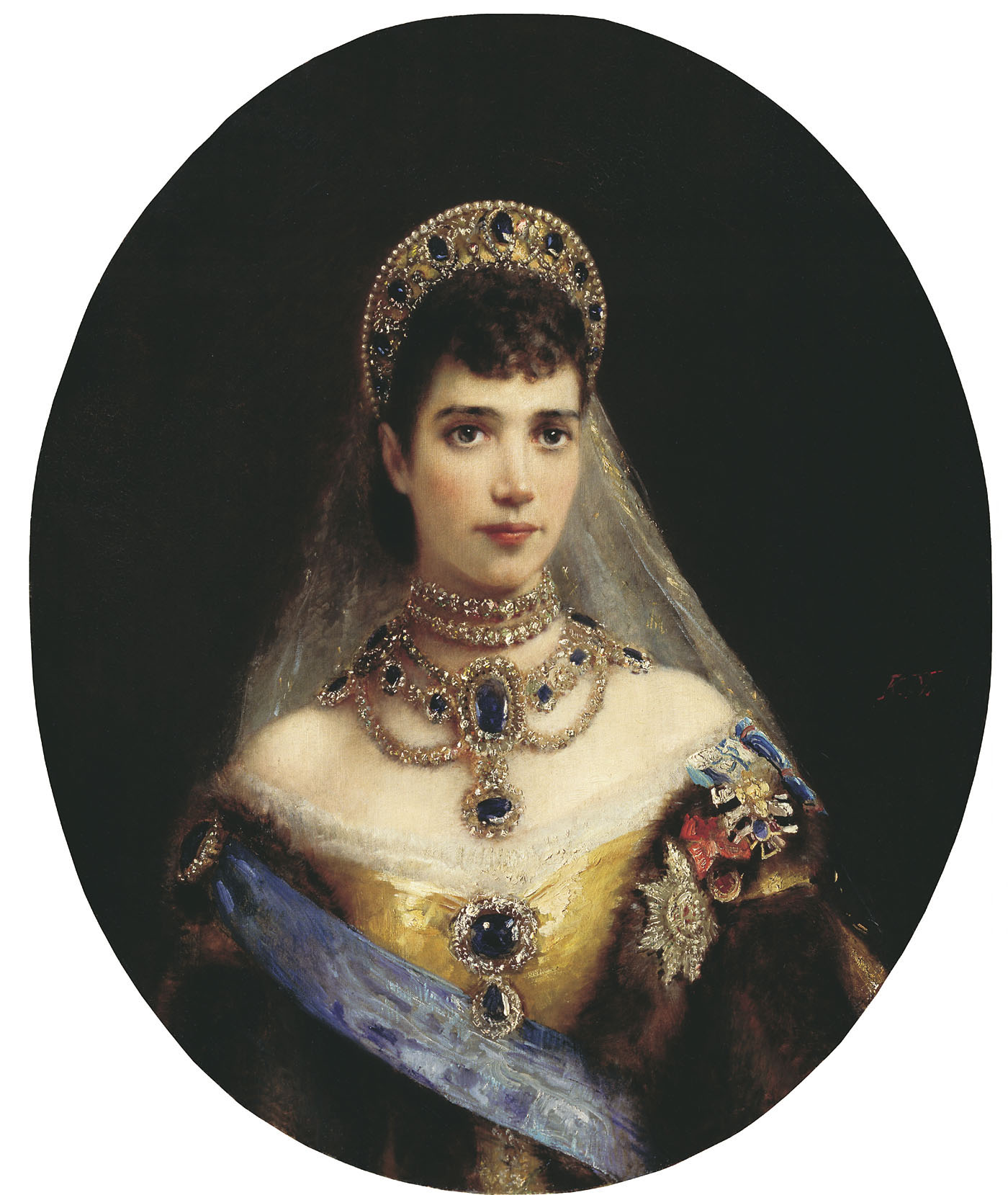
چهره‌نگاره‌ای از شهبانو ماریا فئودوروونا
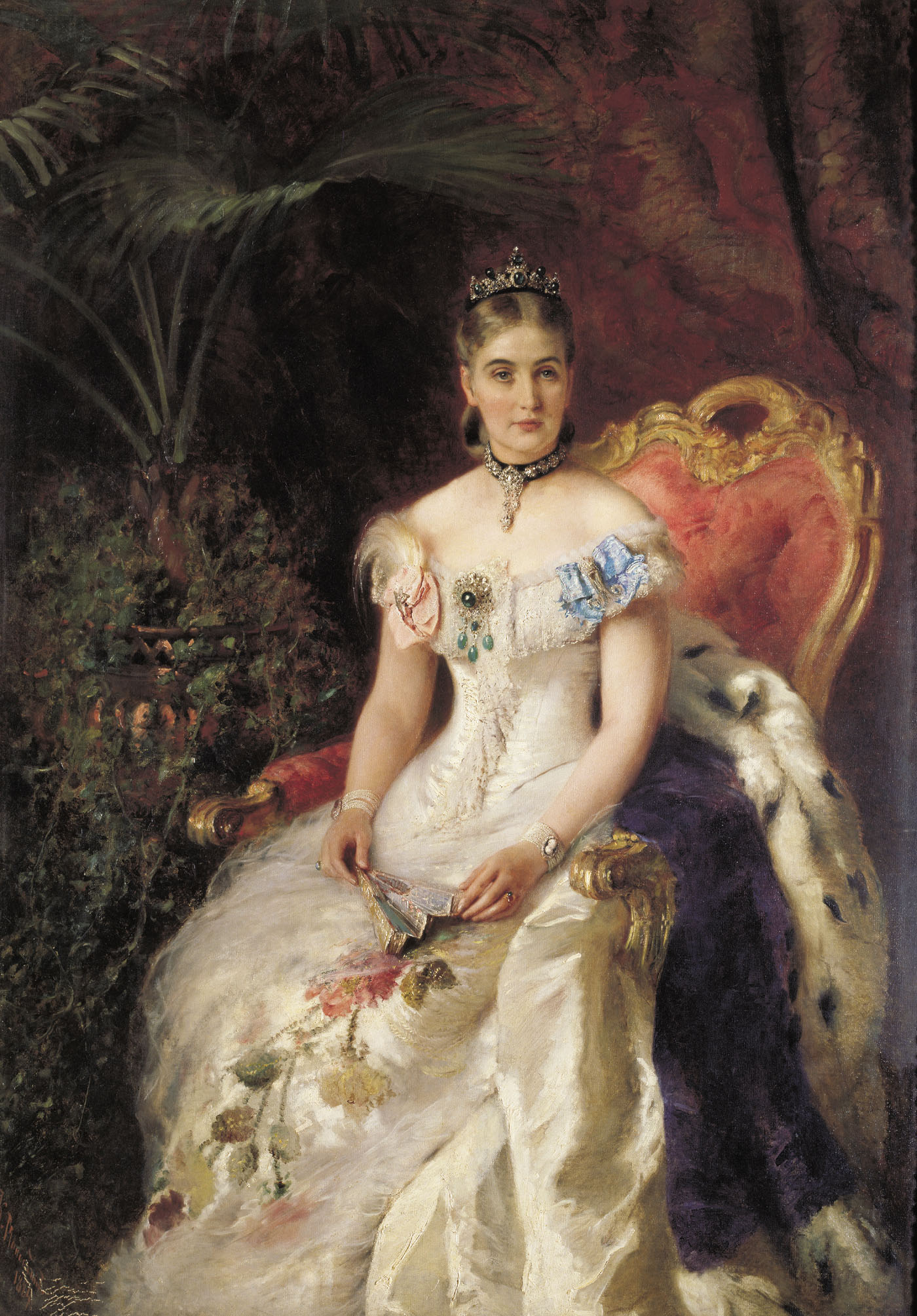
چهره‌نگاره‌ای از کنتس ماریا میخائیلوونا وولکونسکایا
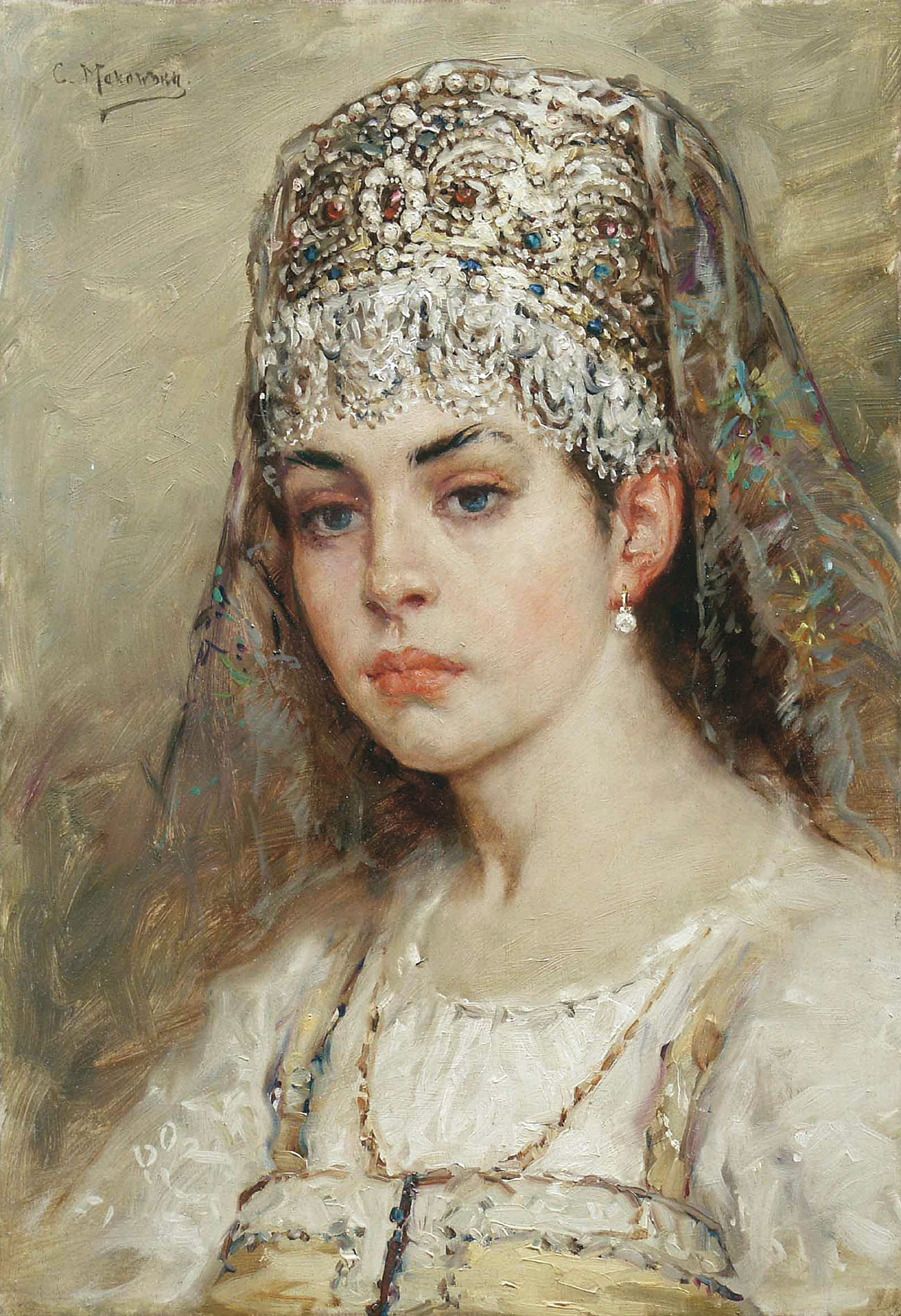
زنی از خاندان بویار
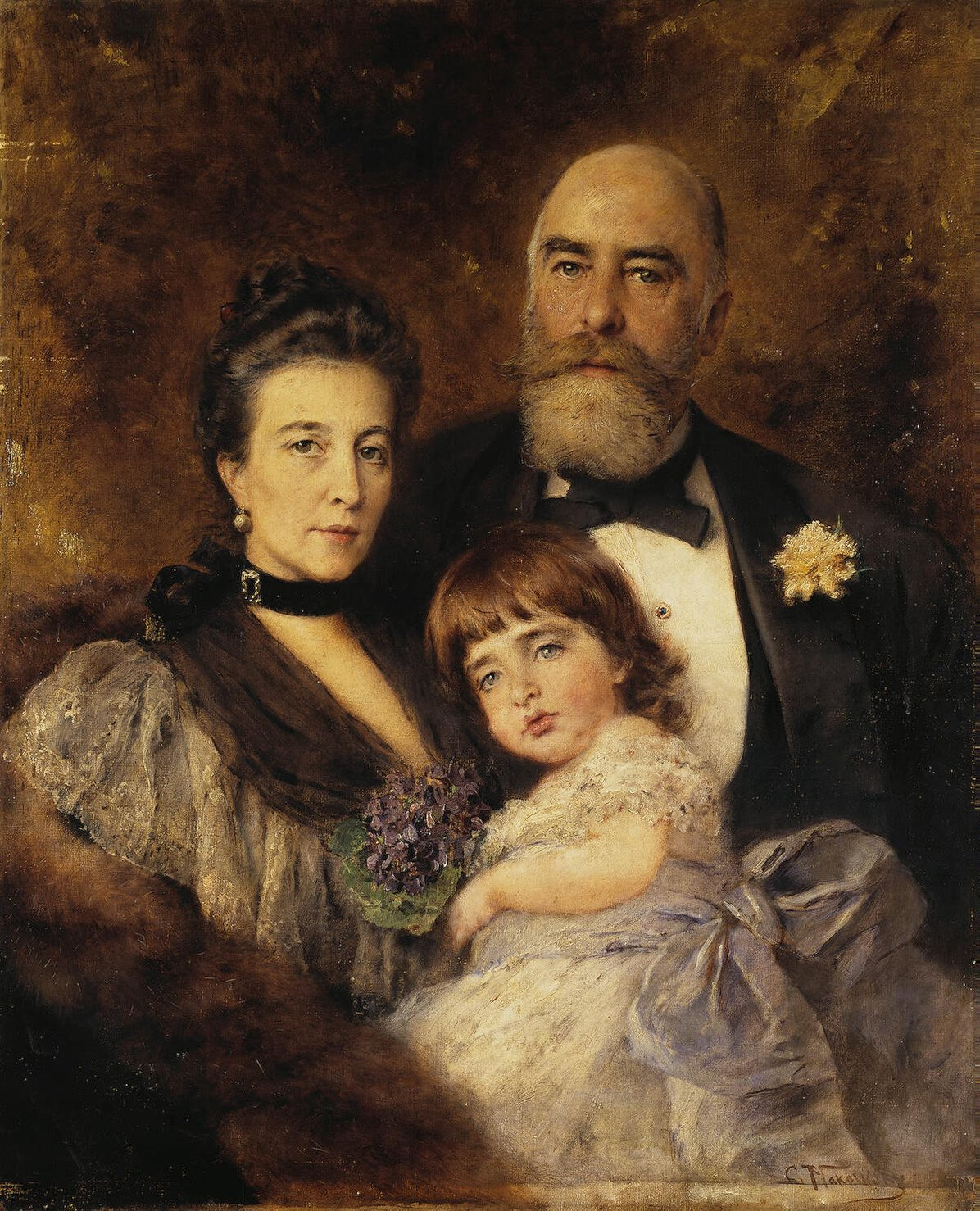
خانوادهٔ وولکوف
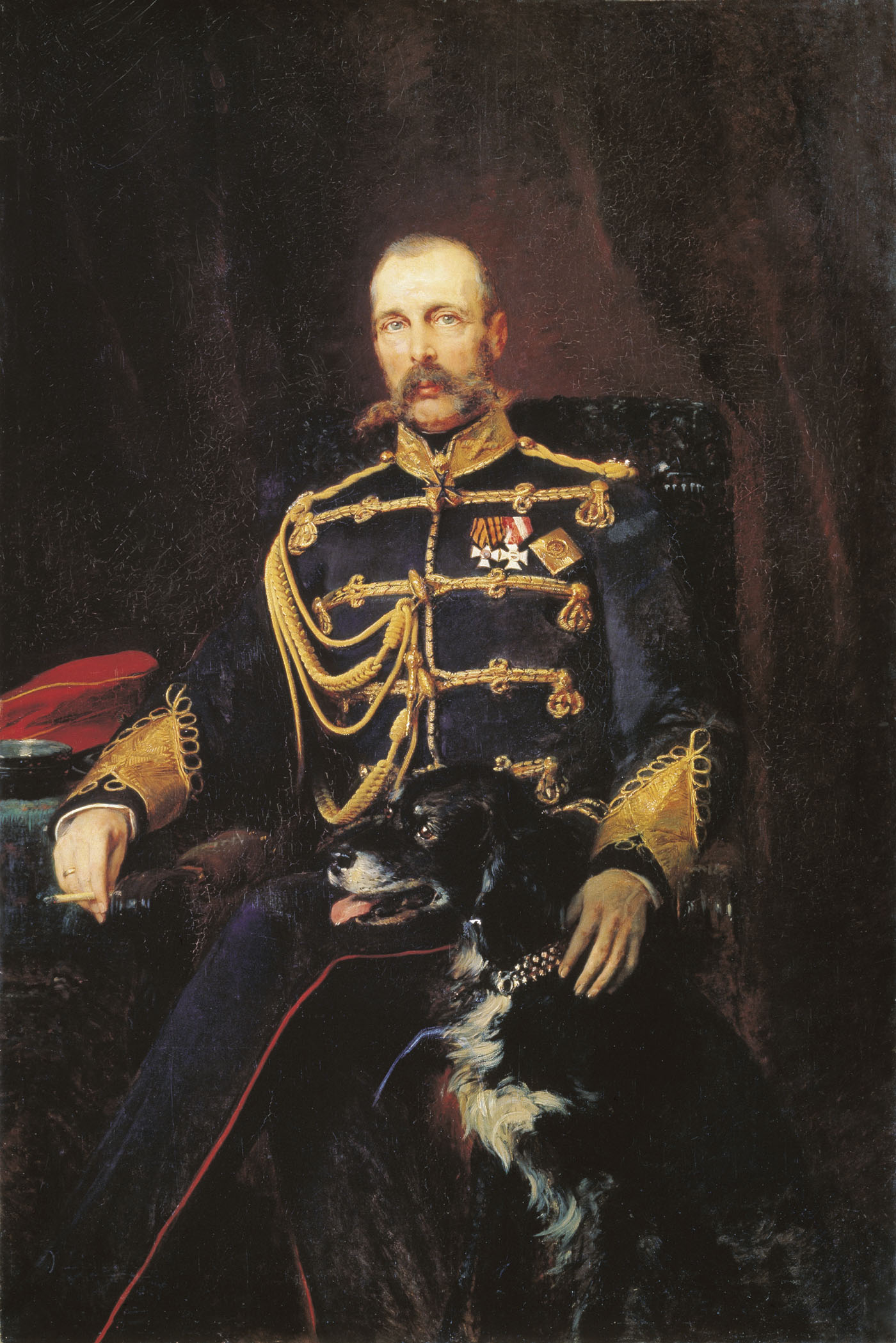
الکساندر دوم، ۱۸۸۱
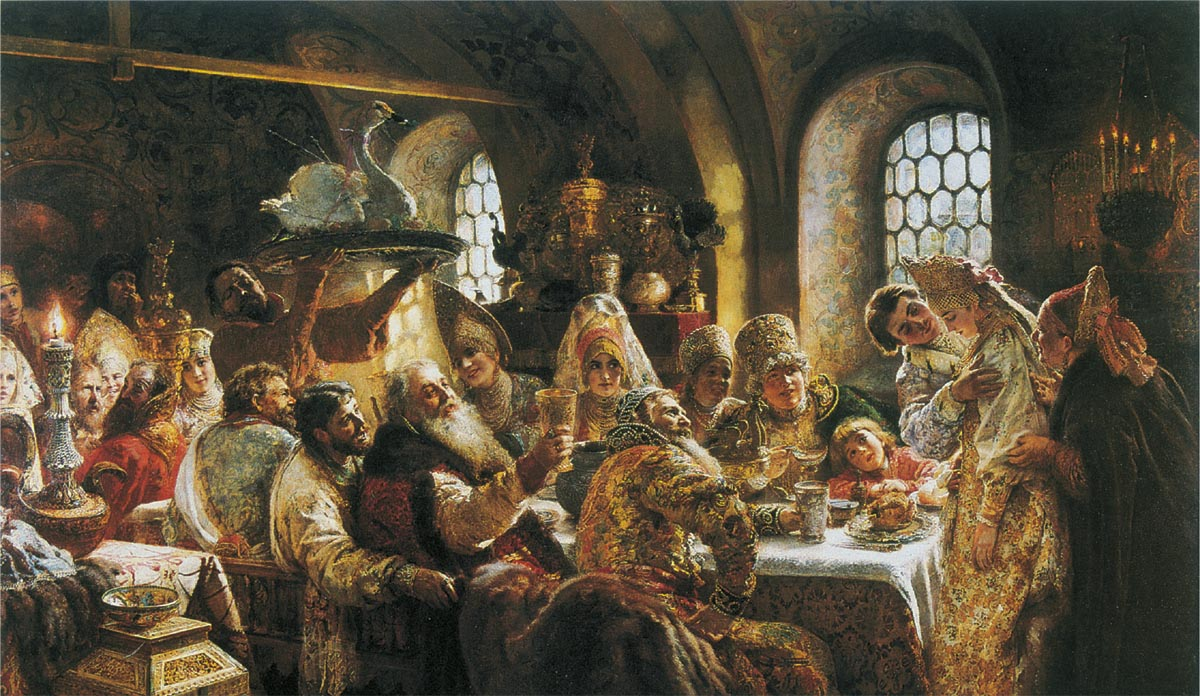
جشن عروسی خانواده بویار، ۱۸۸۳
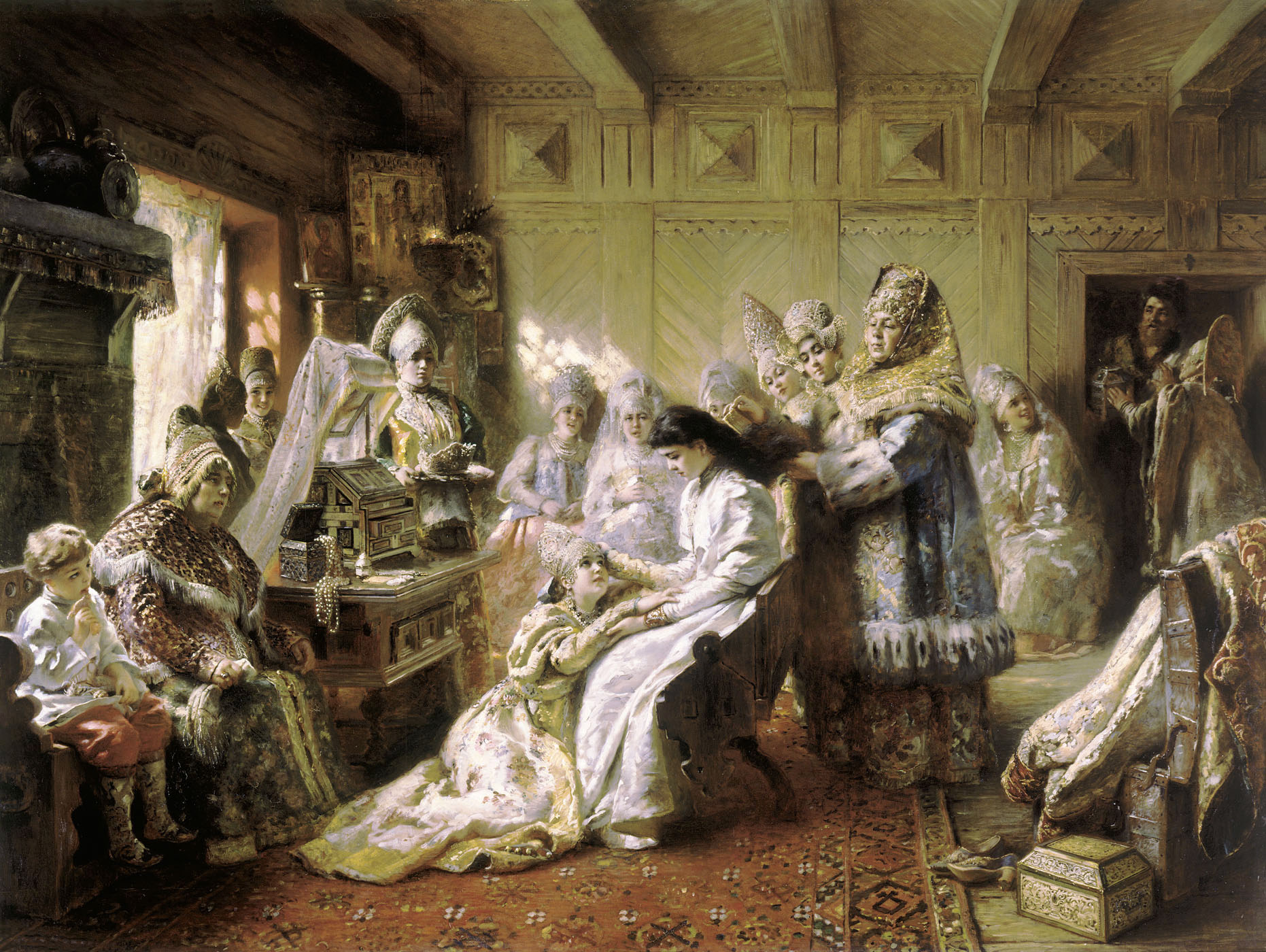
مجلس آرایش عروس روس، ۱۸۸۷
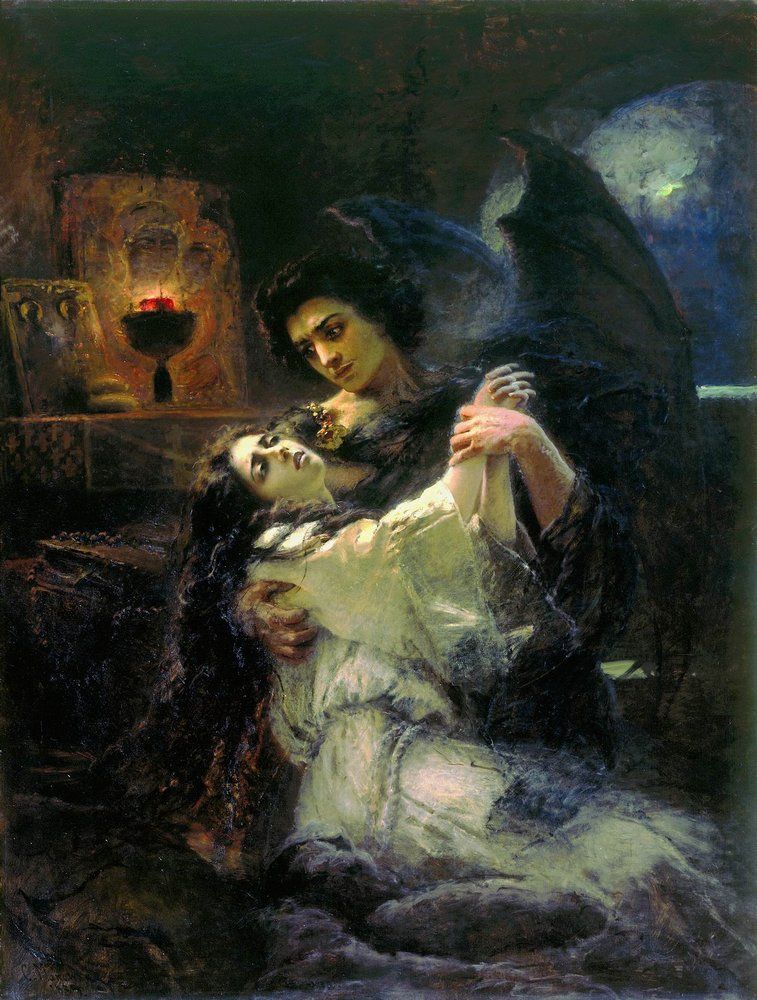
تامارا و اهریمن، ۱۸۸۹
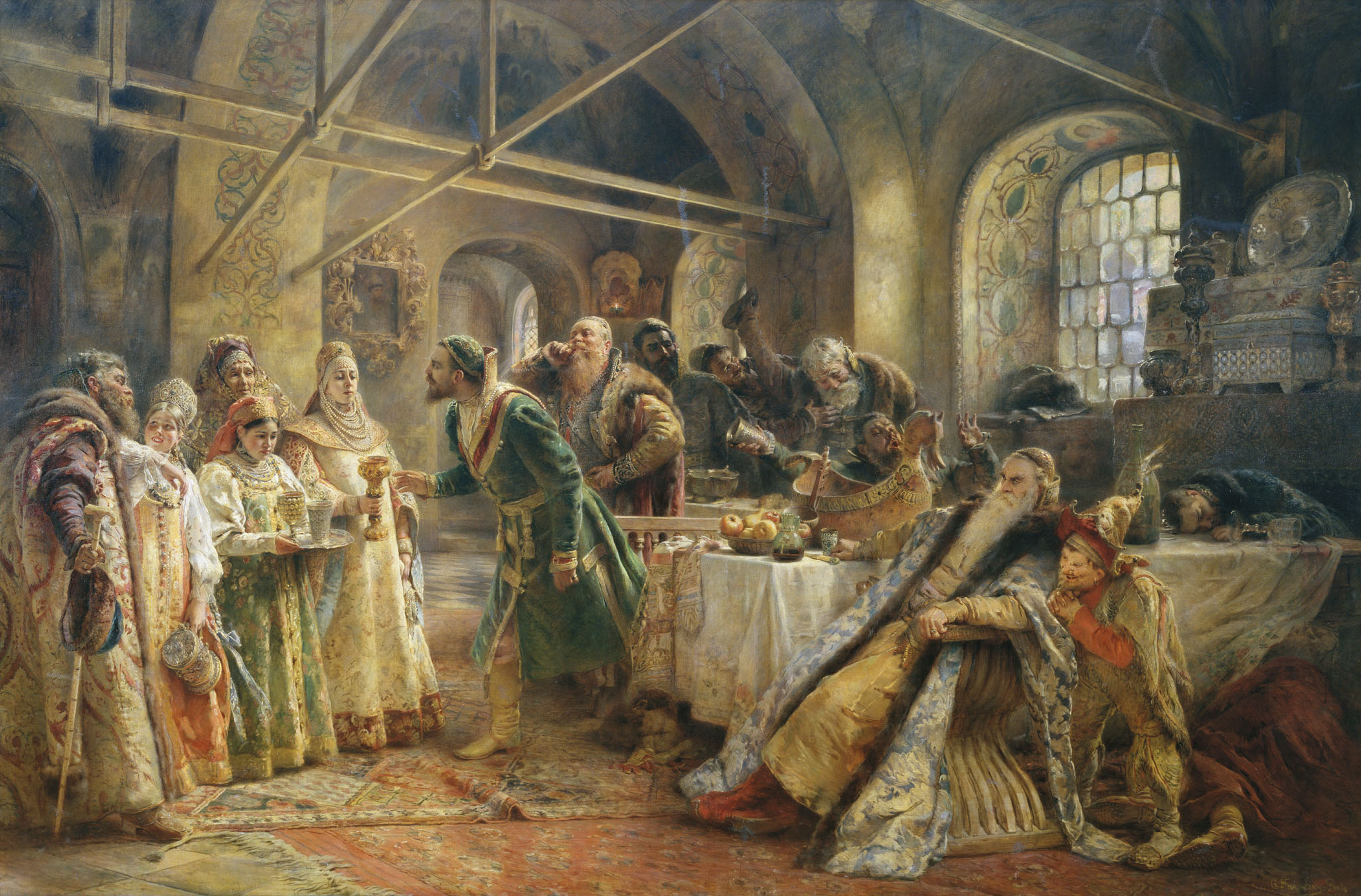
رسم بوسه‌دادن
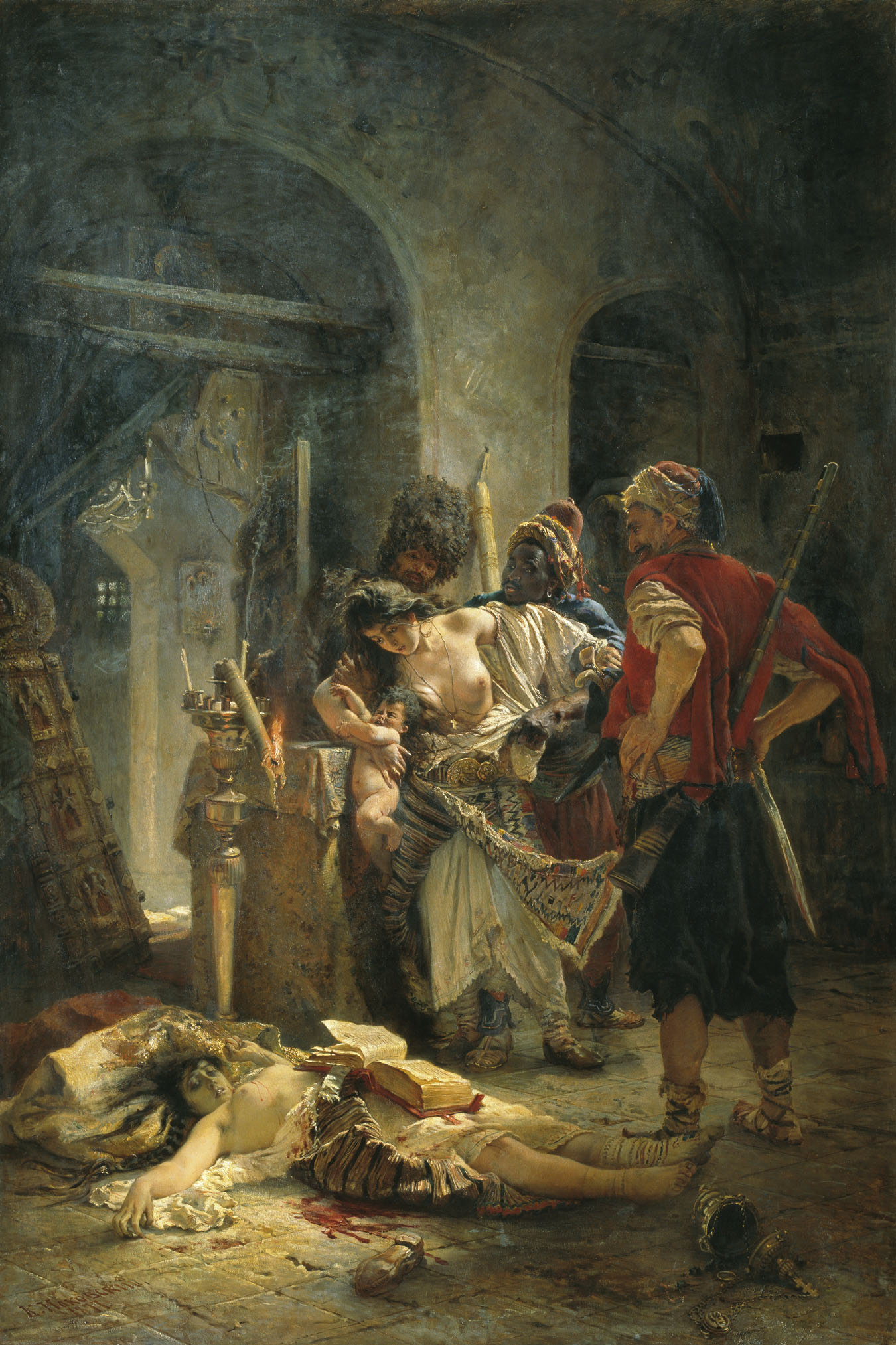
زنان شهیدشده بلغاری، ۱۸۷۷